# Nishikigawa-Seiryū-Linie
| Dieseltriebwagen der Baureihe NT-3000 |                     |                                  |                          |
| Streckenlänge: | 32,7 km             |                                  |                          |
| Spurweite: | 1067 mm (Kapspur)   |                                  |                          |
| Zweigleisigkeit: | nein                |                                  |                          |
| |                     |                                  |                          |
| Gesellschaft: | Nishikigawa Tetsudō |                                  |                          |
| \| \| \| Iwakuni (岩国) \| 1898– \| \| \| \| ↑→ San’yō-Hauptlinie \| 1898– \| \| \| \| Iwakuni-Tunnel (80 m) \| \| \| \| \| Nishi-Iwakuni (西岩国) \| 1929– \| \| \| \| Nishiki-gawa \| \| \| \| 0,0 \| Kawanishi (川西) \| 1960– \| \| \| \| Dōso-Tōge-Tunnel (685 m) \| \| \| \| 1,9 \| Verzweigung Morigahara \| Verzweigung Morigahara \| \| \| \| → Gantoku-Linie \| 1932– \| \| \| \| Mishō-gawa \| \| \| \| \| \| \| \| \| \| San’yō-Autobahn \| \| \| \| \| ↔ San’yō-Shinkansen \| 1975– \| \| \| 3,9 \| Seiryū-Shin-Iwakuni (清流新岩国) \| 1960– \| \| \| \| \| \| \| \| 5,4 \| Shuchikasagami (守内かさ神) \| 1993– \| \| \| \| \| \| \| \| 8,6 \| Minami-Gōchi (南河内) \| 1960– \| \| \| \| \| \| \| \| 11,2 \| Yukaba (行波) \| 1971– \| \| \| \| (4 Tunnel) \| \| \| \| 13,9 \| Kita-Gōchi (北河内) \| 1960– \| \| \| \| (5 Tunnel) \| \| \| \| 17,7 \| Mukuno (椋野) \| 1960– \| \| \| \| (3 Tunnel) \| \| \| \| 20,8 \| Naguwa (南桑) \| 1960– \| \| \| \| \| \| \| \| 22,8 \| Seiryū Miharashi (清流みはらし) \| 2019– \| \| \| \| \| \| \| \| 23,5 \| Negasa (根笠) \| 1960– \| \| \| \| (2 Tunnel) \| \| \| \| \| \| \| \| \| \| \| \| \| \| 27,8 \| Kawayama (河山) \| 1960– \| \| \| \| (2 Tunnel) \| \| \| \| 31,0 \| Yanaze (柳瀬) \| 1963– \| \| \| \| \| \| \| \| \| Nishiki-gawa \| \| \| \| 32,7 \| Nishikichō (錦町) \| 1960– \| \| \| \| unvollendeter Abschnitt \| \| \| \| \| ↓→ Yamaguchi-Linie \| \| \| \| \| Nichihara (日原) \| \| |                     |                                  |                          |
| Bahnhof |                     | Iwakuni (岩国)                   | 1898–                    |
| Abzweig geradeaus und nach links |                     | ↑→ San’yō-Hauptlinie             | 1898–                    |
| Tunnel |                     | Iwakuni-Tunnel (80 m)            | Iwakuni-Tunnel (80 m)    |
| Bahnhof |                     | Nishi-Iwakuni (西岩国)           | 1929–                    |
| Brücke über Wasserlauf |                     | Nishiki-gawa                     | Nishiki-gawa             |
| Bahnhof | 0,0                 | Kawanishi (川西)                 | 1960–                    |
| Tunnel |                     | Dōso-Tōge-Tunnel (685 m)         | Dōso-Tōge-Tunnel (685 m) |
| Blockstelle | 1,9                 | Verzweigung Morigahara           | Verzweigung Morigahara   |
| Abzweig geradeaus und nach links |                     | → Gantoku-Linie                  | 1932–                    |
| Brücke über Wasserlauf |                     | Mishō-gawa                       | Mishō-gawa               |
| Tunnel |                     |                                  |                          |
| |                     | San’yō-Autobahn                  |                          |
| Bahnhof quer · Kreuzung geradeaus unten |                     | ↔ San’yō-Shinkansen              | 1975–                    |
| Bahnhof | 3,9                 | Seiryū-Shin-Iwakuni (清流新岩国) | 1960–                    |
| Tunnel |                     |                                  |                          |
| Haltepunkt / Haltestelle | 5,4                 | Shuchikasagami (守内かさ神)      | 1993–                    |
| Tunnel |                     |                                  |                          |
| Haltepunkt / Haltestelle | 8,6                 | Minami-Gōchi (南河内)            | 1960–                    |
| Tunnel |                     |                                  |                          |
| Haltepunkt / Haltestelle | 11,2                | Yukaba (行波)                    | 1971–                    |
| Tunnel |                     | (4 Tunnel)                       | (4 Tunnel)               |
| Bahnhof | 13,9                | Kita-Gōchi (北河内)              | 1960–                    |
| Tunnel |                     | (5 Tunnel)                       | (5 Tunnel)               |
| Haltepunkt / Haltestelle | 17,7                | Mukuno (椋野)                    | 1960–                    |
| Tunnel |                     | (3 Tunnel)                       | (3 Tunnel)               |
| Haltepunkt / Haltestelle | 20,8                | Naguwa (南桑)                    | 1960–                    |
| Tunnel |                     |                                  |                          |
| Haltepunkt / Haltestelle | 22,8                | Seiryū Miharashi (清流みはらし)  | 2019–                    |
| Tunnel |                     |                                  |                          |
| Haltepunkt / Haltestelle | 23,5                | Negasa (根笠)                    | 1960–                    |
| Tunnel |                     | (2 Tunnel)                       | (2 Tunnel)               |
| Tunnel |                     |                                  |                          |
| Tunnel |                     |                                  |                          |
| Bahnhof | 27,8                | Kawayama (河山)                  | 1960–                    |
| Tunnel |                     | (2 Tunnel)                       | (2 Tunnel)               |
| Haltepunkt / Haltestelle | 31,0                | Yanaze (柳瀬)                    | 1963–                    |
| Tunnel |                     |                                  |                          |
| Brücke über Wasserlauf |                     | Nishiki-gawa                     | Nishiki-gawa             |
| Kopfbahnhof Strecke ab hier außer Betrieb | 32,7                | Nishikichō (錦町)                | 1960–                    |
| |                     | unvollendeter Abschnitt          |                          |
| Abzweig ehemals geradeaus und von links |                     | ↓→ Yamaguchi-Linie               | ↓→ Yamaguchi-Linie       |
| Bahnhof |                     | Nichihara (日原)                 | Nichihara (日原)         |

Die Nishikigawa-Seiryū-Linie (jap. 錦川清流線, Nishikigawa-Seiryū-sen) ist eine Eisenbahnstrecke auf der japanischen Insel Honshū. Sie verbindet verschiedene Ortsteile der Stadt Iwakuni in der Präfektur Yamaguchi miteinander. Betrieben wird sie seit 1987 von der regional tätigen Bahngesellschaft Nishikigawa Tetsudō. Während der Zeit der Japanischen Staatsbahn trug sie den Namen Gannichi-Linie (岩日線, Gan’nichi-sen).

## Streckenbeschreibung
Die in Kapspur (1067 mm) verlegte Nishikigawa-Seiryū-Linie ist 32,7 km lang, durchgehend eingleisig (mit Ausweichen) und nicht elektrifiziert. Sie bedient 15 Bahnhöfe und Haltestellen, die zulässige Höchstgeschwindigkeit beträgt 80 km/h.
Östlicher Ausgangspunkt ist der Bahnhof Kawanishi, wo die Strecke von der Gantoku-Linie abzweigt; sämtliche Züge befahren jedoch den östlichsten Abschnitt der letztgenannten, um zum 5,6 km entfernten Bahnhof Iwakuni an der San’yō-Hauptlinie zu gelangen. Im unteren Mishō-Tal unterquert die Nishikigawa-Seiryū-Linie beim Bahnhof Seiryū-Shin-Iwakuni die Schnellfahrstrecke San’yō-Shinkansen; die Bahnsteige der Hochgeschwindigkeitszüge sind etwa 300 m entfernt. Kurz darauf erreicht die Strecke das landschaftlich reizvolle Nishiki-Tal, wobei sie dem Südufer des Flusses folgt. Allmählich wendet sich die Streckenführung von West nach Nordwest. Unmittelbar vor dem Endbahnhof Nishikichō wird der Nishiki überbrückt.

### Seiryū Miharashi
Eine Besonderheit ist die Haltestelle Seiryū Miharashi bei Streckenkilometer 22,8, die nur mit der Bahn erreichbar ist, weder Ein- noch Ausgang hat und nur von Sonderzügen angefahren wird. Sie dient als Aussichtspunkt für die Bahnreisenden auf den Fluss und die umgebenden Berge.

## Züge
Täglich werden im Regelbetrieb zehn Zugpaare von Iwakuni nach Nishikichō und zurück angeboten, wobei das Intervall in der verkehrsschwachen Mittagszeit etwas mehr als drei Stunden beträgt. Hinzu kommen mehrere Sonderzüge für den touristischen Ausflugsverkehr. Eingesetzt werden Verbrennungstriebwagen der Baureihe NT3000, hergestellt von Niigata Transys.

## Bilder

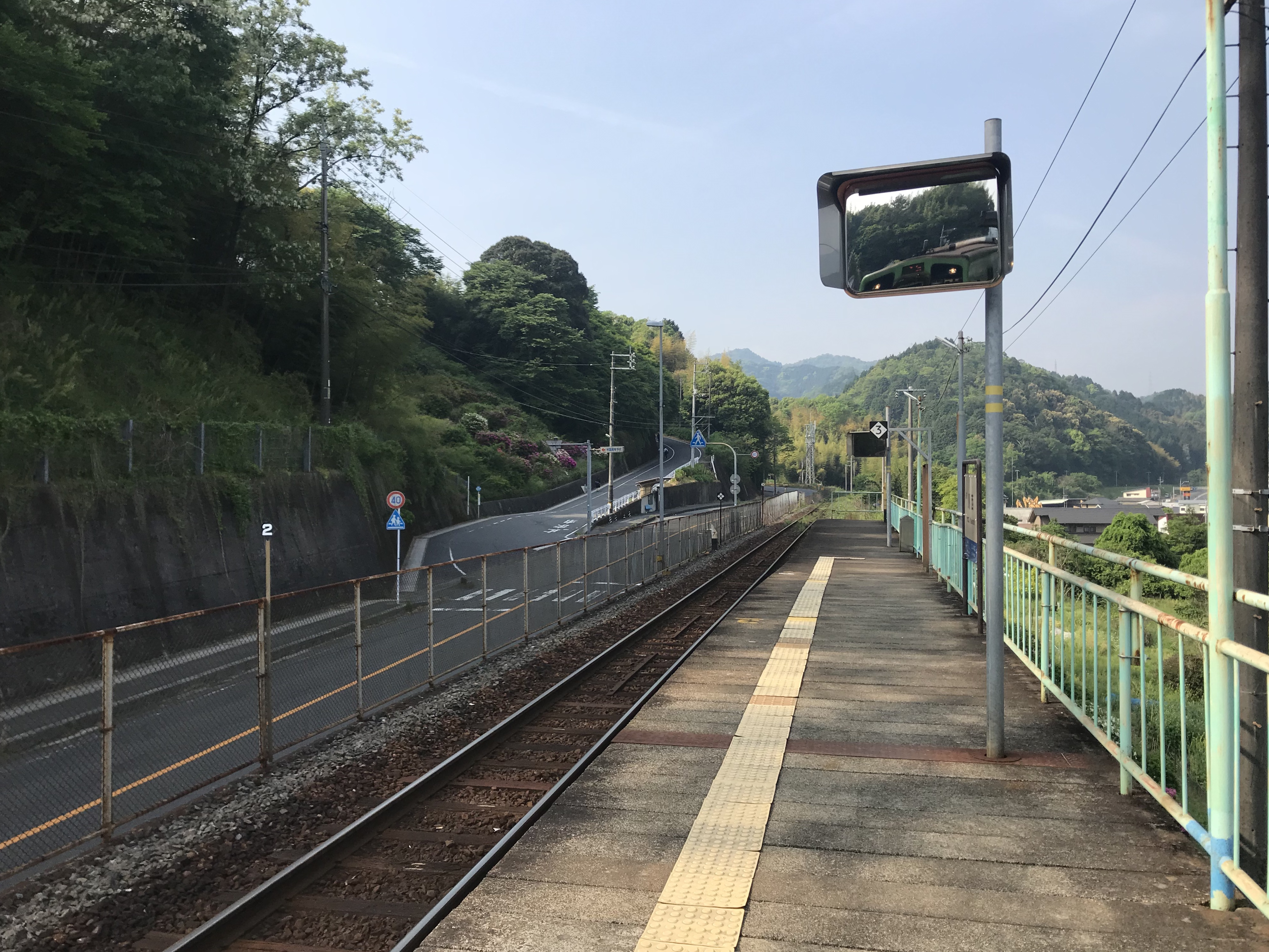
Bahnhof Kawanishi
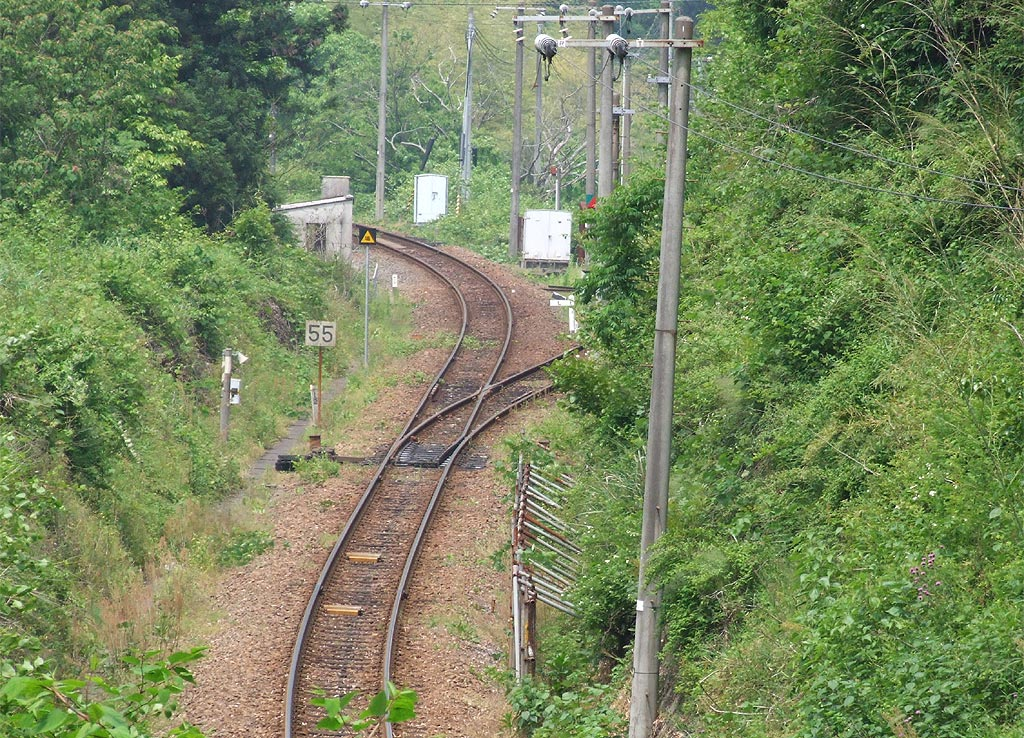
Verzweigung Morigahara
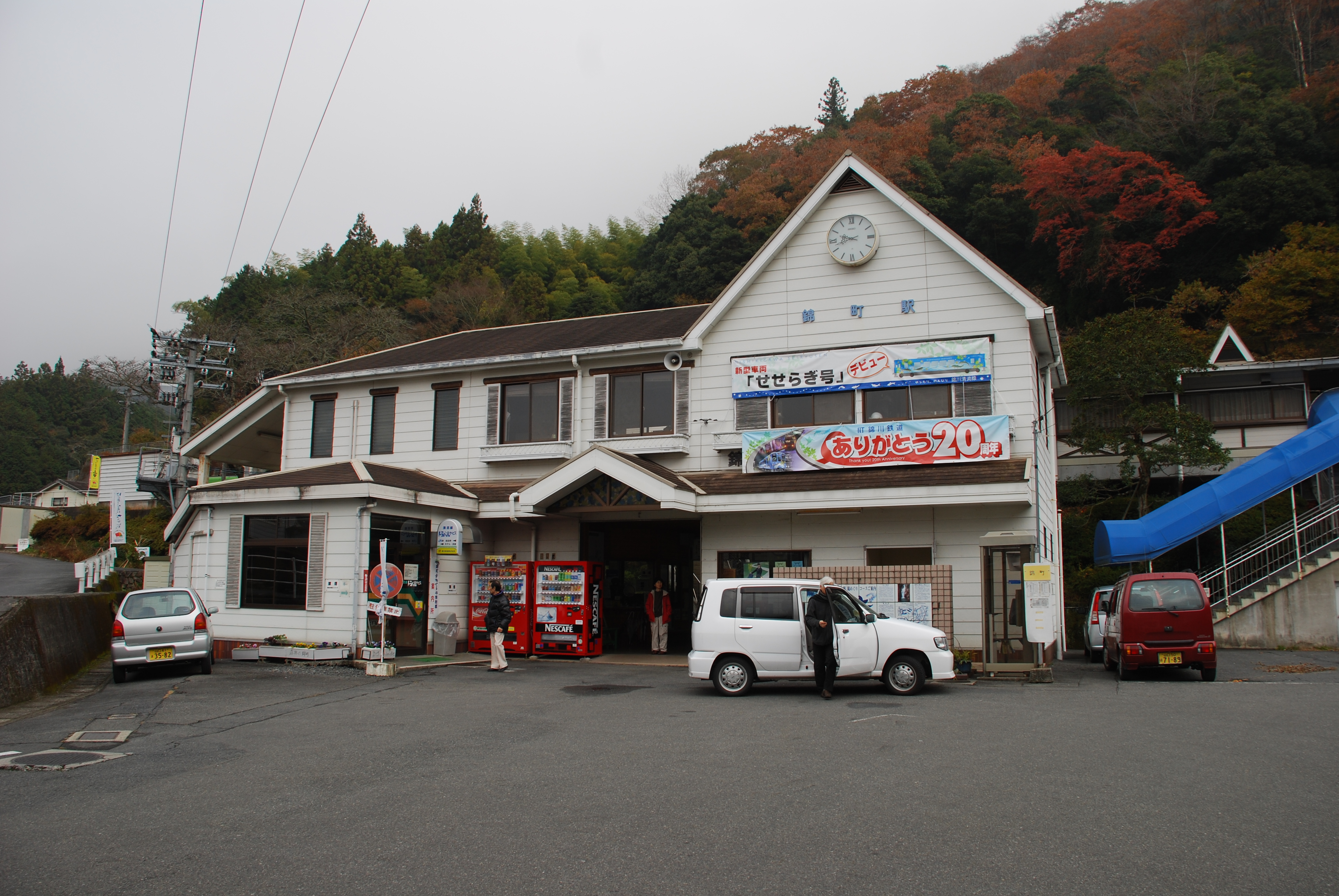
Bahnhof Nishikichō
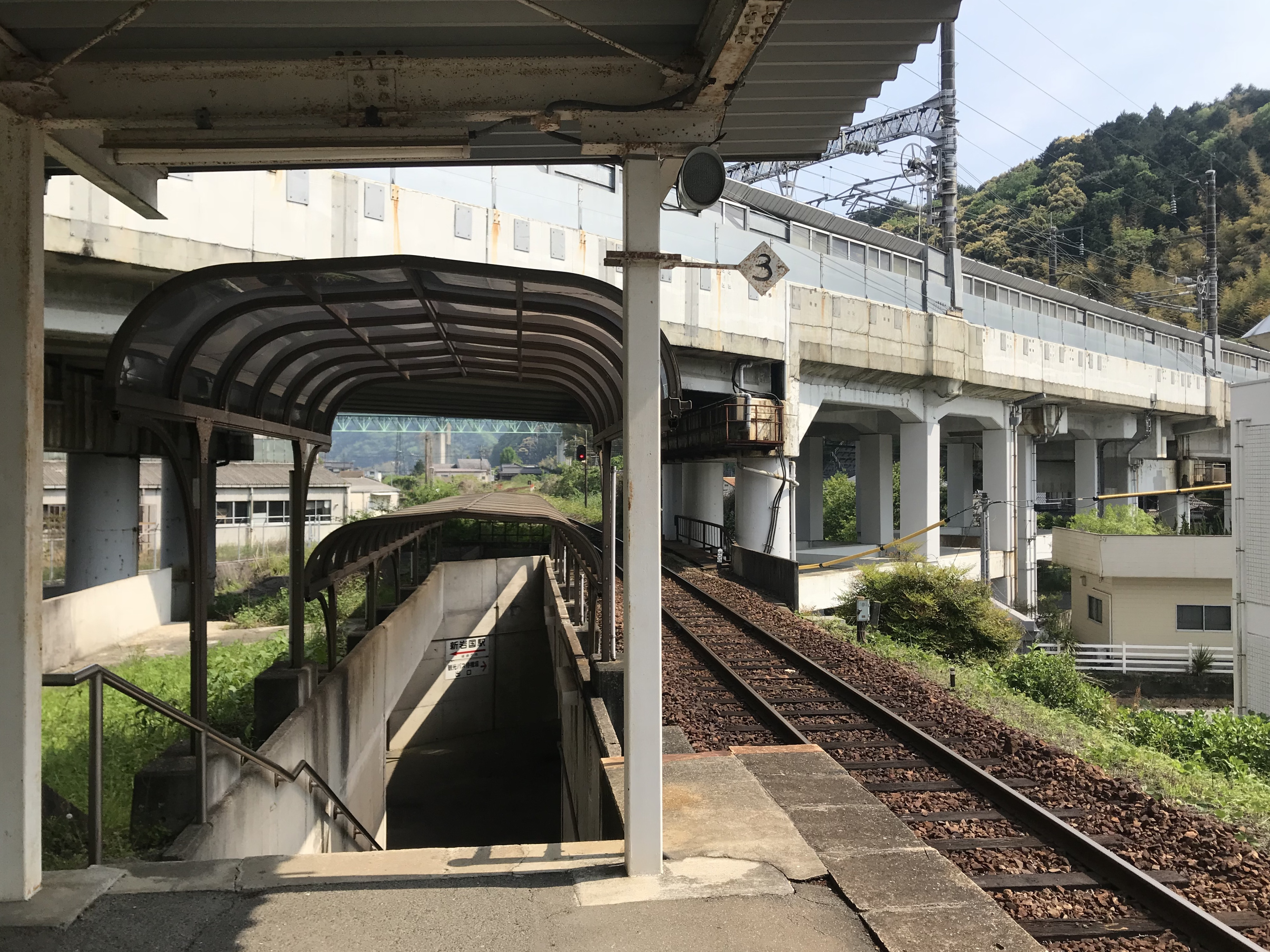
Bahnhof Seiryū-Shin-Iwakuni, darüber die Schnellfahrstrecke

## Geschichte
Im Anhang des revidierten Eisenbahnbaugesetzes von 1922 war das Projekt 96 enthalten. Es sah den Bau einer Strecke vom Bahnhof Iwakuni zum Bahnhof Nichihara in der Stadt Tsuwano vor. Die Strecke sollte, größtenteils dem Fluss Nishiki folgend, eine Querverbindung zwischen der San’yō-Hauptlinie und der Yamaguchi-Linie herstellen. Da das Projekt lediglich von untergeordneter Bedeutung war, vergingen bis zum Baubeginn durch die Japanische Staatsbahn dreieinhalb Jahrzehnte. Am 1. November 1960 erfolgte die Eröffnung des 27,9 km langen ersten Abschnitts der Gan’nichi-Linie zwischen den Bahnhöfen Kawanishi und Kawayama. Ein 4,9 km langes Teilstück weiter nordwestwärts nach Nishikichō kam am 1. Oktober 1963 hinzu.
1967 war ein bedeutender Teil des noch fehlenden Abschnitts zwischen Nishikichō und Nichihara fertiggestellt, als die Staatsbahn die Arbeiten einstellte. Hauptgründe dafür waren der enorme Schuldenberg und die Tatsache, dass die Strecke wahrscheinlich nie rentabel hätte betrieben werden können. Für den öffentlichen Verkehr ist der Abschnitt nie freigegeben worden, Touristen können jedoch an Wochenenden und an Feiertagen während des Sommerhalbjahrs eine Draisine mieten. Auf dem für den Eisenbahnverkehr genutzten Teil fuhren die Züge zunächst mit Dampflokomotiven, seit April 1967 stehen nur noch Triebwagen im Einsatz. 1984 bestand die Absicht, die Strecke stillzulegen. Dann fiel jedoch im November 1986 der Beschluss, sie in eine so genannte „Bahn des dritten Sektor“ umzuwandeln, sie also an ein öffentlich-privates Gemeinschaftsunternehmen zu überführen. Im Zuge der Staatsbahnprivatisierung ging die Strecke am 1. April 1987 zunächst an JR West über, am 25. Juli desselben Jahres an die neu gegründete Nishikigawa Tetsudō.
Wegen schwerer Überschwemmungen musste der Bahnbetrieb am 6. Juli 2018 auf der gesamten Strecke eingestellt werden. Nach zwölf Tagen konnte er zwischen Kita-Gōchi und Nishikichō wiederaufgenommen werden, am 27. August auch auf dem restlichen Teil. Um den touristischen Ausflugsverkehr anzukurbeln, eröffnete die Bahngesellschaft am 19. März 2019 die Haltestelle Seiryū Miharashi, über die wegen ihrer ungewöhnlichen Funktion weltweit in den Medien berichtet wurde.

## Liste der Bahnhöfe
| Name                             | km   | Anschlusslinien                         | Lage   | Ort     |
| -------------------------------- | ---- | --------------------------------------- | ------ | ------- |
| Iwakuni (岩国)                   | 00,0 | San’yō-Hauptlinie Gantoku-Linie         | Koord. | Iwakuni |
| Nishi-Iwakuni (西岩国)           | 03,7 |                                         | Koord. | Iwakuni |
| Kawanishi (川西)                 | 05,6 | Gantoku-Linie                           | Koord. | Iwakuni |
| Seiryū-Shin-Iwakuni (清流新岩国) | 09,5 | im Bhf. Shin-Iwakuni: San’yō-Shinkansen | Koord. | Iwakuni |
| Shuuchi-Kasagami (守内かさ神)    | 11,0 |                                         | Koord. | Iwakuni |
| Minami-Gōchi (南河内)            | 14,2 |                                         | Koord. | Iwakuni |
| Yukaba (行波)                    | 16,8 |                                         | Koord. | Iwakuni |
| Kita-Gōchi (北河内)              | 19,5 |                                         | Koord. | Iwakuni |
| Mukuno (椋野)                    | 23,3 |                                         | Koord. | Iwakuni |
| Naguwa (南桑)                    | 26,4 |                                         | Koord. | Iwakuni |
| Seiryū Miharashi (清流みはらし)  | 28,1 |                                         | Koord. | Iwakuni |
| Nekasa (根笠)                    | 29,1 |                                         | Koord. | Iwakuni |
| Kawayama (河山)                  | 33,5 |                                         | Koord. | Iwakuni |
| Yanaze (柳瀬)                    | 36,6 |                                         | Koord. | Iwakuni |
| Nishikichō (錦町)                | 38,3 |                                         | Koord. | Iwakuni |